# Stéphane Nater
Stéphane Houcine Nater (arabul: ستيفان حسين ناطر;  Troyes, 1984. január 20. –) francia születésű tunéziai válogatott labdarúgó, aki jelenleg az Étoile Sahel játékosa.
Francia mellett tunéziai és svájci állampolgársággal is rendelkezik.

## Sikerei, díjai
- Club Africain
  - Tunéziai bajnokság: 2014-15

## Külső hivatkozások
- Stéphane Nater – a FIFA adatbázisában
- Stéphane Nater adatlapja a National-Football-Teams.com oldalon (angolul)

- Stéphane Nater Football
- Stéphane Nater Transfermarkt